# 남부주 (에리트레아)

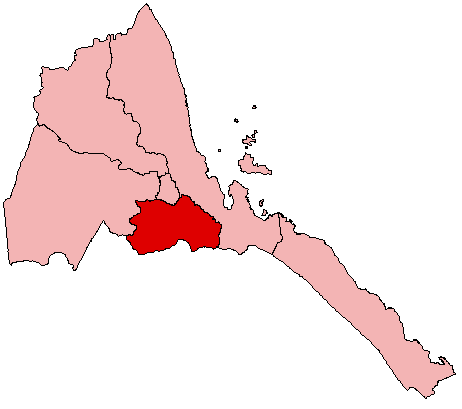
남부주

남부주(南部州, 티그리냐어: ዞባ ደቡብ) 또는 데부브주는 에리트레아의 주(州)로, 주도는 멘데페라이며 인구는 755,379명, 면적은 8,000km2이다.